# Martha Isabel Bolaños
Pour les articles homonymes, voir Martha, Isabel et Bolaños.
Martha Isabel Bolaños, née le 28 décembre 1973 à Cali en Colombie, est une actrice de telenovelas et modèle colombienne.

## Biographie
En 2011, en duo avec Andrea López, elle tient l'un des deux rôles principaux du film de Ramiro Meneses (es), Sexo, mentiras y muertos.

## Filmographie
- 1999 : Francisco el matemático (série télévisée) : Catalina Mendoza
- 2000 : Yo soy Betty, la fea (série télévisée) : Jenny García (La Pupuchurra) (55 épisodes)
- 2001 : El inutil (série télévisée) : Esmeralda
- 2001 : Eco moda (série télévisée) : Jenny García (La Pupuchurra)
- 2003 : Pasión de Gavilanes (série télévisée) : Esperanza
- 2004 : Learning to Love (série télévisée) : Rosario 'Charó' Bedoya
- 2005 : El pasado no perdona (série télévisée) : Clemencia (3 épisodes)
- 2005 : La Tormenta (série télévisée) : Camelia
- 2006 : Hasta que la plata nos separe (série télévisée) : Claudia Bermúdez
- 2008 : Cómplices (série télévisée) : Emilia (3 épisodes)
- 2008 : Sin senos no hay paraíso (série télévisée) : Margot
- 2008 : Doña Bárbara (série télévisée) : Josefa Aguilar
- 2010 : Reto de Mujer (série télévisée) : Yeyé
- 2011 : Sexo, mentiras y muertos : Alicia
- 2011 : La Bruja (série télévisée) : Virginia (24 épisodes)
- 2012 : Pobres Rico (série télévisée) : Lily
- 2013 : Crónicas de un sueño (série télévisée) : Juana